# Eugenio Ortega
Eugenio Luis Ortega Riquelme (Constitución, 14 de junio de 1940-Santiago, 27 de septiembre de 2013) fue un sociólogo y político chileno, militante del Partido Demócrata Cristiano (PDC). Fue diputado por el distrito N.° 37 en el periodo 1990-1994.

## Biografía
Era hermano del exministro Emiliano Ortega y del sacerdote Miguel Ortega. Estaba casado con Carmen Frei Ruiz-Tagle, con quien tuvo tres hijos.
Realizó sus estudios secundarios en los Hermanos de La Salle de Talca. Finalizada su etapa escolar, ingresó a la Pontificia Universidad Católica de Chile, donde cursó la carrera de sociología, la que concluyó en las universidades de Münster (Alemania) y de Lovaina (Bélgica).
Entre otras actividades, es miembro del Colegio de Sociólogos de Chile y de la Fundación para un Mundo Nuevo.
La madrugada del 27 de septiembre de 2013 sufrió una hemorragia cerebral, siendo hospitalizado en la Clínica Alemana de Santiago, donde falleció la tarde de ese mismo día.

## Carrera política
Inició sus actividades políticas en su época universitaria. Durante este período fue dirigente estudiantil y presidente de la Acción Católica Universitaria. Representó a esta organización en el Movimiento Internacional de los Estudiantes Católicos (MIEC-Pax Romana), donde fue elegido miembro del Comité directivo Mundial con sede en Friburgo, Suiza.
Durante el gobierno de Eduardo Frei Montalva, trabajó en el Servicio de Cooperativa Técnica, donde llegó a ser gerente general. En 1971 ingresó como experto de CEPAL/ILPES en asuntos de integración regional. Luego, en 1975, fue contratado en el Programa de Naciones Unidas para el Desarrollo (PNUD), con sede en Nueva York, cargo que ocupó hasta 1978.
A pedido de Eduardo Frei Montalva y de la directiva de la Democracia Cristiana, en 1980 se hace responsable de la Dirección del Proyecto Alternativo. Cuatro años más tarde, asumió la dirección de la Fundación Eduardo Frei Montalva, que había ayudado a crear. En 1985, durante la presidencia de Gabriel Valdés en la Democracia Cristiana, es elegido Secretario general su partido. En 1986 fue uno de los organizadores del Acuerdo Nacional Democrático. En 1987, es nombrado Consejero Nacional.
En las elecciones parlamentarias de 1989 se presentó a candidato a diputado por la región del Maule, distrito N.°37 (Talca). Resultó elegido para el período de 1990 a 1994, alcanzando un 44,66% de los votos, segunda mayoría a nivel nacional, pasando a integrar la Comisión de Economía, Fomento y Desarrollo. En las parlamentarias de 1993 fue como candidato a senador por la Séptima Circunscripción Norte, Curicó y Talca, período 1994-2002, pero no resultó elegido.
Fue el primer coordinador del equipo de desarrollo humano en Chile del Programa de las Naciones Unidas para el Desarrollo (PNUD), cargo que ocupó entre 1995 y 2005, y fundó la Revista Latinoamericana sobre Desarrollo Humano, actualmente llamada Revista Humanum.
Fue embajador de Chile en Canadá durante el gobierno de la presidenta Michelle Bachelet, desempeñándose en dicho cargo desde el 16 de agosto de 2006 hasta 2010.

## Historial electoral

### Elecciones parlamentarias de 1989
- Elecciones parlamentarias de 1989 a diputado por el Distrito Nº37 (Talca, en la VII Región del Maule):[5]

### Elecciones parlamentarias de 1993
- Elecciones parlamentarias de 1993 a senador por la VII Región del Maule: Curicó-Talca.[6]